# Boletina jucunda
Boletina jucunda är en tvåvingeart som beskrevs av Garrett 1924. Boletina jucunda ingår i släktet Boletina och familjen svampmyggor.
Artens utbredningsområde är British Columbia. Inga underarter finns listade i Catalogue of Life.